# 糞之靈
糞之靈（鄒語：Hitsunotei/Hicu no t'e），是鄒族傳說中由Piepia（游離靈）變化而來的一種靈體:65。

## 概要
糞之靈的語源為「鬼（Hicu）」和「大便（Te'i）」的結合，意思為「吃糞便的幽靈」。糞之靈有時也以人的形態出現，但當要仔細查看時便會消失:65。
傳聞中，人死後靈（Hiyo/Hizo）會成為幽靈（Hitsu）並前往塔山繼續以靈體的身分生活，而魂則成為糞之靈在部落內徘徊，並以糞便為主食，但有時也會偷吃人的食物，另外若是在夜間遭遇糞之靈，將會招致疾病，此時必須由巫師進行驅除才能夠痊癒:34。為此埋葬完的五天後會舉行「Meipunu」儀式，以祈求與生人不同性質的靈（包含糞之靈）不要再回來。此外，糞之靈是會死亡的，死亡第五次後才會消失:661。